# ورزشگاه المحرق
ورزشگاه المحرق (به عربی: ستاد المحرق) ورزشگاهی چندکاربردی در عراد، بحرین است. امروزه از آن بیشتر برای برپایی مسابقه‌های فوتبال و به عنوان ورزشگاه خانگی باشگاه ورزشی المحرق استفاده می‌شود. این ورزشگاه گنجایش ۲۰٬۰۰۰ نفر تماشاچی را دارد.